# Улица Горького (Кременчуг)
Улица Горького (укр. вулиця Горького) — улица протяженностью около 1100 метров, расположенная в городе Кременчуг (Полтавская область, Украина). Улица носит имя русского писателя Максима Горького.

## Описание
Улица расположена в центральной части города. Начинается от улицы Соборной и идёт до улицы Ткаченко, пересекая следующие улицы: Игоря Сердюка, Майора Борищака, Ивана Мазепы, Софиевскую, Троицкую, Генерала Иринеева, Сумскую и Махорочную. 

## Название
Историческое название улицы — Приютская (на улице располагался «ночлежный приют»). Ныне улица носит имя Максима Горького. Писатель посещал Кременчуг в 1891, в 1897 и 1900 годах. В 2016 году в рамках декоммунизации выдвигались предложения о переименовании улицы, однако улица сохранила своё название.

## История
В 1803 году между улицами Приютская, Веселая (улица 1905 года), Мещанская (Софиевская), Алексеевская (Шевченко) была обустроена Учебная площадь для проведения военных учений и парадов. В 1887 году в квартале между Приютской, Кривогрязной (Троицкая), Мещанской (Софиевская) и Бульварной (Богаевского) улицами «Товарищество Ф. Сандомирский и Н. Рабинович» построило табачно-махорочную фабрику. В 1906 году товарищество распалось и Нохим Ицкович Рабинович основал на его месте собственное табачное предприятие «Самокат».
В 1903 году на участке при усадьбе ночлежного приюта на углу улиц Солдатская и Приютская началось строительство здания городской лечебницы для бедных больных. В 1906 году строительство было завершено, но в здании был открыт родильный приют. Лечебница же была открыта в другом месте.
При советской власти в 1920 году на месте Учебной площади был разбит сквер. В конце 1930-х годов в центре сквера была построена школа. Во время немецкой оккупации 1941—1943 годов здание занимал военный госпиталь, в сквере хоронили немецких солдат. Во время отступления немцы разрушили школу.
В послевоенные советские годы большая часть бывшей Учебной площади была обустроена под новый сквер махорочников (работы по озеленению были проведены весной 1949 года). В 1960—1962 годах на территории сквера была построена новая школа. В послевоенный период на улице были также построены многочисленные многоэтажные дома.